# Extranet

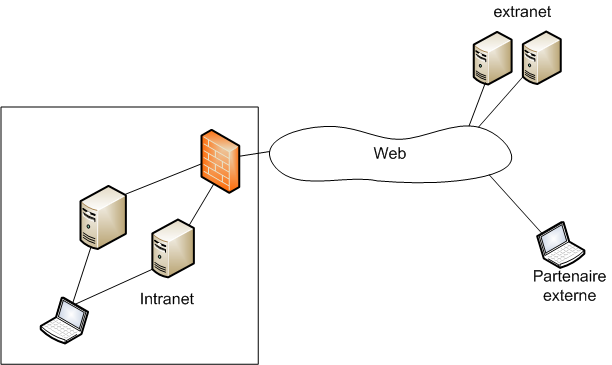
Schéma de principe de l'extranet par rapport à l'Intranet

L'Extranet est l'utilisation du réseau internet dans laquelle une organisation structure ce réseau pour s'interconnecter avec ses partenaires commerciaux ou ses parties prenantes.
Par opposition, un réseau intranet, se limite au réseau interne à l'organisation, sans utiliser d'infrastructure tierce (publique).
La liste de sécurité est l'ensemble des données regroupant les identifiants (nom d'utilisateur (login), adresse IP, adresses MAC, clefs logiques ou physiques) autorisés à se connecter.
Réseau informatique à caractère commercial, constitué des intranets de plusieurs entreprises qui communiquent entre elles, à travers le réseau Internet, au moyen d'un serveur Web sécurisé. Par extension, désigne plus généralement les sites à accès sécurisé permettant à une entreprise de n'autoriser sa consultation qu'à certaines catégories d'intervenants externes, ses clients ou ses fournisseurs en général.
Exemple de réseau Extranet : Le réseau automobile European Network Exchange (ENX) destiné à sécuriser les échanges de données entre constructeurs et sous-traitants automobiles en Europe.
Il est supporté par des opérateurs (exemple : Telefónica, DT, Orange Business Services) qui assurent le transport, les interconnexions, garantissent la disponibilité d'une valeur minimum de la bande passante et qui minimisent le nombre de routeurs.